# پیترو فانا
پیترو فانا (به ایتالیایی: Pietro Fanna) بازیکن فوتبال و اهل ایتالیا است که از سال ۱۹۸۳ میلادی عضو تیم ملی فوتبال ایتالیا بوده و در ۱۴ بازی ملی حضور داشته‌است. او در بازی‌های ملی‌اش گلی به ثمر نرساند.
پیترو فانا آخرین بازی ملی خود را در سال ۱۹۸۵ میلادی انجام داد.